# William Beckford
William Thomas Beckford (ur. 29 września 1760 w Londynie, zm. 2 maja 1844 w Bath) –  angielski powieściopisarz, krytyk sztuki, pisarz-podróżnik, okazjonalnie polityk (poseł do Izby Gmin), znany także jako właściciel ogromnej fortuny i jeden z największych kolekcjonerów sztuki swoich czasów

## Życiorys
W wieku 10 lat odziedziczył po ojcu ogromną fortunę, pochodzącą głównie z wyzysku niewolników na plantacjach na Jamajce. Przez Lorda Byrona okrelany jako najbogatszy syn Anglii (ang. England's wealthiest son).
Poświęcił się zgłębianiu sztuki, architektury, pisaniu; Mozart uczył go muzyki.
Najbardziej znana jest jego gotycko-egzotyczna (motywy arabskie) powieść Vathek z 1786 roku, napisana po francusku (tłumaczenia na angielski dokonał Samuel Henley; po polsku jako Watek : (romans wschodni), 1923 i Wathek : opowieść arabska, 1976).
Podróżował głównie do Włoch, Hiszpanii, Portugalii. Trwonił fortunę wznosząc ekscentryczne budowle, co zmusiło go w końcu do sprzedaży plantacji.
Zgromadził znaczącą kolekcję dzieł sztuki, znaną głównie z obrazów malarstwa włoskiego okresu Quattrocento. Wśród najbardziej znanych płócien, jakie posiadał znajdowały się: Filip IV w Brązie i Srebrze Velazqueza, Agonia w ogrodzie Giovanniego Belliniego i Św. Katarzyna Aleksandryjska Rafaela.

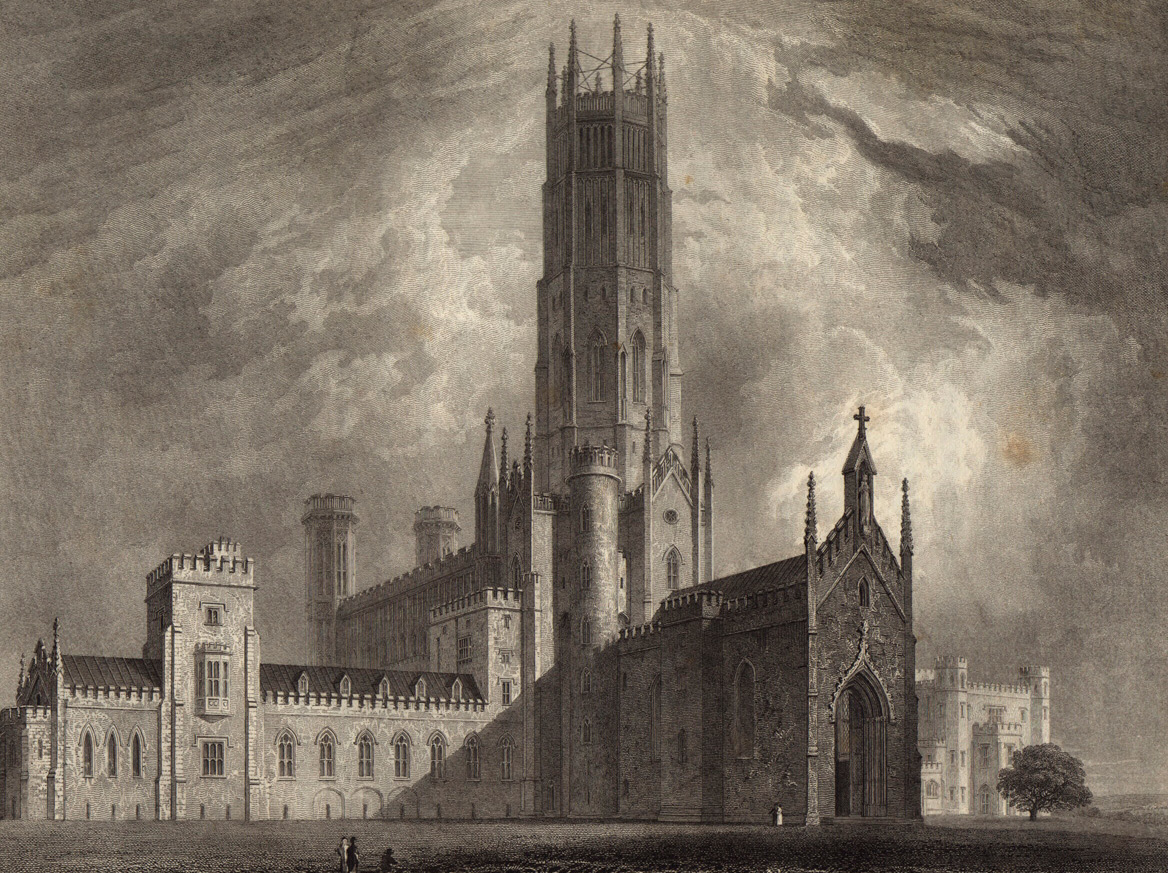
Fonthill Abbey zaprojektowany dla Williama Beckforda przez architekta Jamesa Wyatta

Po powrocie do Anglii w 1796 roku ufundował opactwo Fonthill po którym do dziś pozostała wieża Beckford's Tower w Bath i mieści się tam muzeum pisarza.
Spędzał czas przeważnie w samotności (żona zmarła w wieku 24 lat) w Fonthill Abbey (hrabstwo Wiltshire), a od 1822 roku, po jego sprzedaży, w rezydencji w Bath, powstałej z połączenia kilku zakupionych tam domów.
Jeden z najbogatszych mieszkańców Anglii, który w 1785 roku został zmuszony do opuszczenia kraju w wyniku skandalu homoerotycznego. Powróciwszy otoczył się gromadą męskich służących oraz pilnie kolekcjonował wszelkie wzmianki o homoseksualizmie.